# Ester Dias
Ester Dias (Rio de Janeiro, 24 de Maio de1984) é uma atriz brasileira, conhecida pelo seu trabalho em Sob Pressão, Bom Dia, Verônica e Um Casal Inseparável.

## Biografia
Ester iniciou seu interesse no teatro ainda no ensino médio. Após sua formação escolar, fez parte da  companhia de atores bailarinos Adolpho Bloch com direção de Rosane Campelo. Em seguida cursou a Escola Nacional de Circo.  Em 2003, ingressou na graduação em bacharelado de dança na Universidade Federal do Rio de Janeiro, onde estudou por quatro semestres. Em 2007, ingressou e estudou durante três anos na companhia de teatro Nós do Morro, onde teve aulas com Henrique Tavares, Marta Cotrim entre outros professores.
Em 2009, participou em seu primeiro trabalho na TV em Malhação, sob o personagem de Suzana. Em 2018, participou da série televisiva Carcereiros. No mesmo ano protagonizou um episódio da série Ninguém está Olhando, a qual ganhou um Emmy de melhor comédia . No ano seguinte, participou da série Sob Pressão. 
Em 2021, participu do longa-metragem Um Casal Inseparável. Sua personagem Rita é amiga da professora de vôlei de praia Manuela interpretáda por Nathalia Dill. Em 2022, participu da 2º temporada de Bom Dia Verônica interpretando a delegada Glória, um dos papéis centrais da temporada. No mesmo ano participou de Pantanal onde interpretou a mãe da Muda. Sob direção de Rogério Gomes contracenou ao lado de Enrique Diaz.
Em 2023, protagonizou a peça teatral Salvador, Anoiteceu e é Carnaval  ao lado de Paulo Verlings. Com dramaturgia de Marcéli Torquato e direção de Vilma Melo, a trama acompanha o jovem músico e compositor Salvador, que busca por sua noiva desaparecida. No mesmo ano protagonizou a série de drama Cinema de Enredo que acompanha histórias de diversos gêneros inspiradas em sambas de enredo das escolas de samba do Rio de Janeiro. 

## Filmografia
| Ano  | Título                                          | Personagem      |
| ---- | ----------------------------------------------- | --------------- |
| 2009 | Malhação                                        | Suzana Menezes  |
| 2010 | Vampiro Carioca                                 | Ester Dias      |
| 2013 | Copa Hotel                                      | Graciellen      |
| 2014 | Sexo e as Negas                                 | Stefany         |
| 2015 | Memórias da Maré                                | Malvina         |
| 2017 | Os Suburbanos                                   | Diana           |
| 2018 | Carcereiros                                     | Joelma          |
| 2019 | Os Homens São de Marte... E é pra lá que eu vou | Taís            |
| 2019 | Sob Pressão                                     | Késsia          |
| 2019 | Ninguém Tá Olhando                              | Isadora         |
| 2020 | 1 Contra Todos                                  | Repórter        |
| 2020 | Perdido                                         | Kika            |
| 2021 | Um Tio Quase Perfeito 2                         | Sheila          |
| 2021 | Um Casal Quase Inseparável                      | Rita            |
| 2022 | Pantanal                                        | Mãe de Muda     |
| 2022 | Bom Dia, Verônica                               | Delegada Glória |
| 2023 | Novela                                          | Médica          |
| 2023 | Cinema de Enredo                                | Heloísa         |
| 2025 | Um Lobo Entre os Cisnes                         | Clara           |